# Saint-Pierre-de-Lamps
Saint-Pierre-de-Lamps är en kommun i departementet Indre i regionen Centre-Val de Loire i de centrala delarna av Frankrike. Kommunen ligger i kantonen Levroux som tillhör arrondissementet Châteauroux. År 2018 hade Saint-Pierre-de-Lamps 54 invånare.

## Befolkningsutveckling
Antalet invånare i kommunen Saint-Pierre-de-Lamps
Referens:INSEE